# Haplochromis cassius
Haplochromis cassius foi uma espécie de peixe da família Cichlidae.
Era endémica do Quénia, Tanzânia e Uganda.
O seu habitat natural foi lagos de água doce.